# Ел629
Ел629 — паровоз серии Е, локомотив-памятник, находящийся в городе Уссурийске Приморского края.
Паровоз известен тем, что в его топке в мае 1920 года были сожжены революционеры, борцы за Советскую власть на Дальнем Востоке Сергей Лазо, Всеволод Сибирцев и Алексей Луцкий.

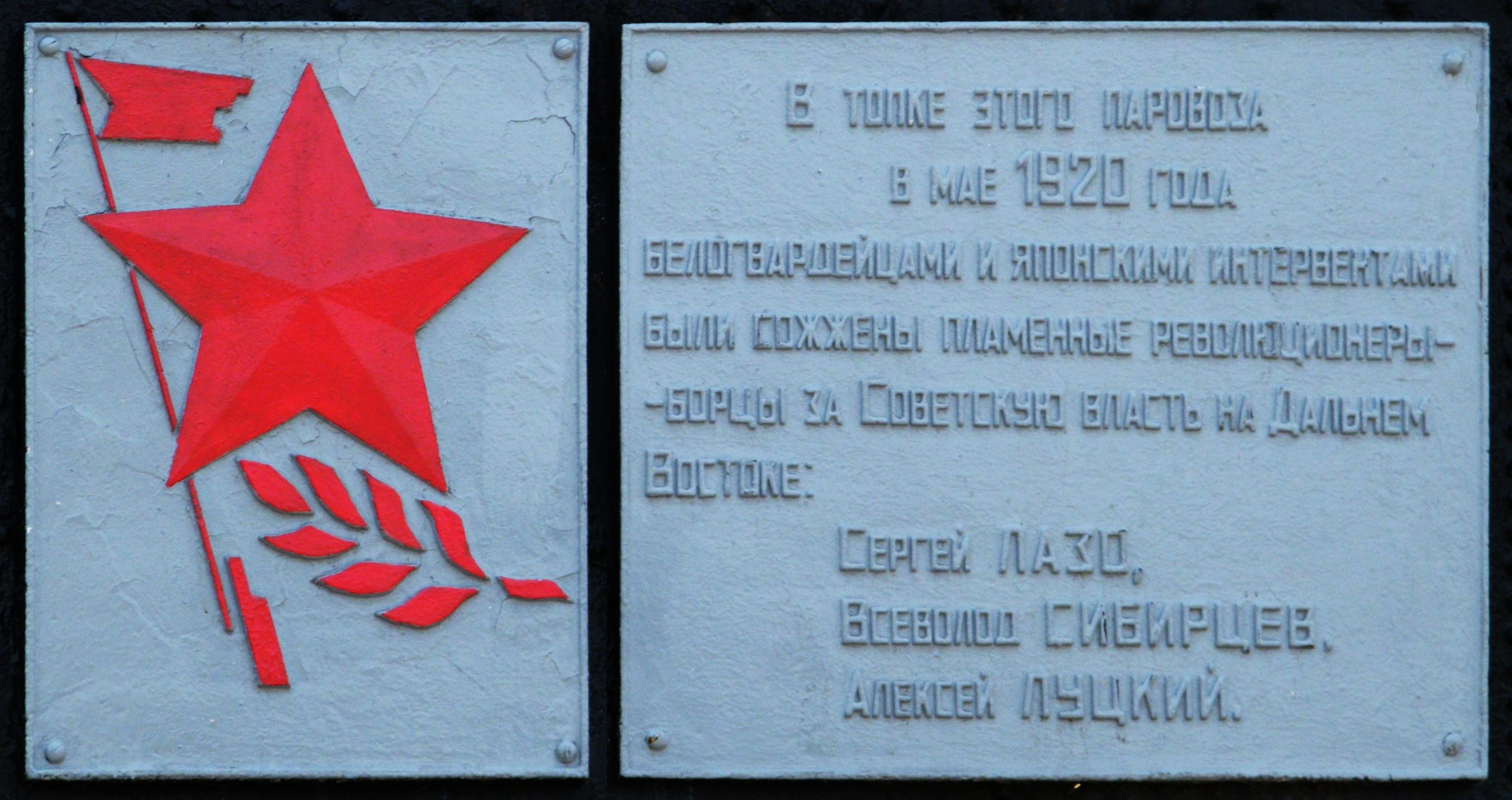
Памятная доска на тендере паровоза.

## История
В 1914 году Российская империя вступила в Первую мировую войну, Российским железным дорогам потребовались мощные локомотивы, отечественные паровозостроительные заводы выпускали оружие и было принято решение заказать паровозы типа 1-5-0 в США и Канаде. Паровозы серии Е строились фирмами ALCO, Baldwin и CLC, перевозились морем во Владивосток. Паровоз Ел629 построен в 1917 году на заводе Baldwin, США, в России работал на Уссурийской и Китайско-Восточной железных дорогах.
Гибель революционеров Лазо, Сибирцева и Луцкого покрыта тайной.
- Лазо, Сергей Георгиевич (1894—1920) — заместитель председателя Военного совета Временного правительства Дальнего Востока.
- Сибирцев, Всеволод Михайлович (1893—1920) — секретарь исполкома Владивостокского совета, редактор подпольной газеты «Коммунист».
- Луцкий, Алексей Николаевич (1883—1920) — разведчик, член Военного совета Временного правительства Приморской областной земской управы.

В апреле 1920 года они были арестованы японскими интервентами.
Как утверждала издававшаяся во Владивостоке японская газета «Джапан Кроникл» — большевики были расстреляны во Владивостоке, а их трупы сожжены.
Вместе с тем имеются свидетельские показания некого машиниста, который утверждал, что в конце мая 1920 года он видел, как на станции Муравьёв-Амурский (в 10 км южнее города Иман) в паровозную будку загрузили три мешка, в которых якобы были живые люди.
Советская историческая наука поддерживала версию что японские интервенты передали Сергея Лазо, Всеволода Сибирцева и Алексея Луцкого белогвардейцам, которые их расстреляли, а трупы сожгли в паровозной топке.
Вот как описывалась гибель революционеров в советской литературе:

Сергея Лазо вместе с двумя соратниками — Всеволодом Сибирцевым и Алексеем Луцким — японцы передали белым. В конце мая 1920 года бесстрашных коммунистов бросили в топку паровоза. Пламя, в котором они погибли, до сих пор жжёт сердца честных людей.
— Детская энциклопедия, первое издание, том 8, стр. 67—68, 1962 г.
Станция Муравьёв-Амурский в советское время переименована в станцию Лазо Дальневосточной железной дороги.
В советское время паровоз Ел629 работал на Приморской и Дальневосточной железных дорогах.

## Паровоз-памятник

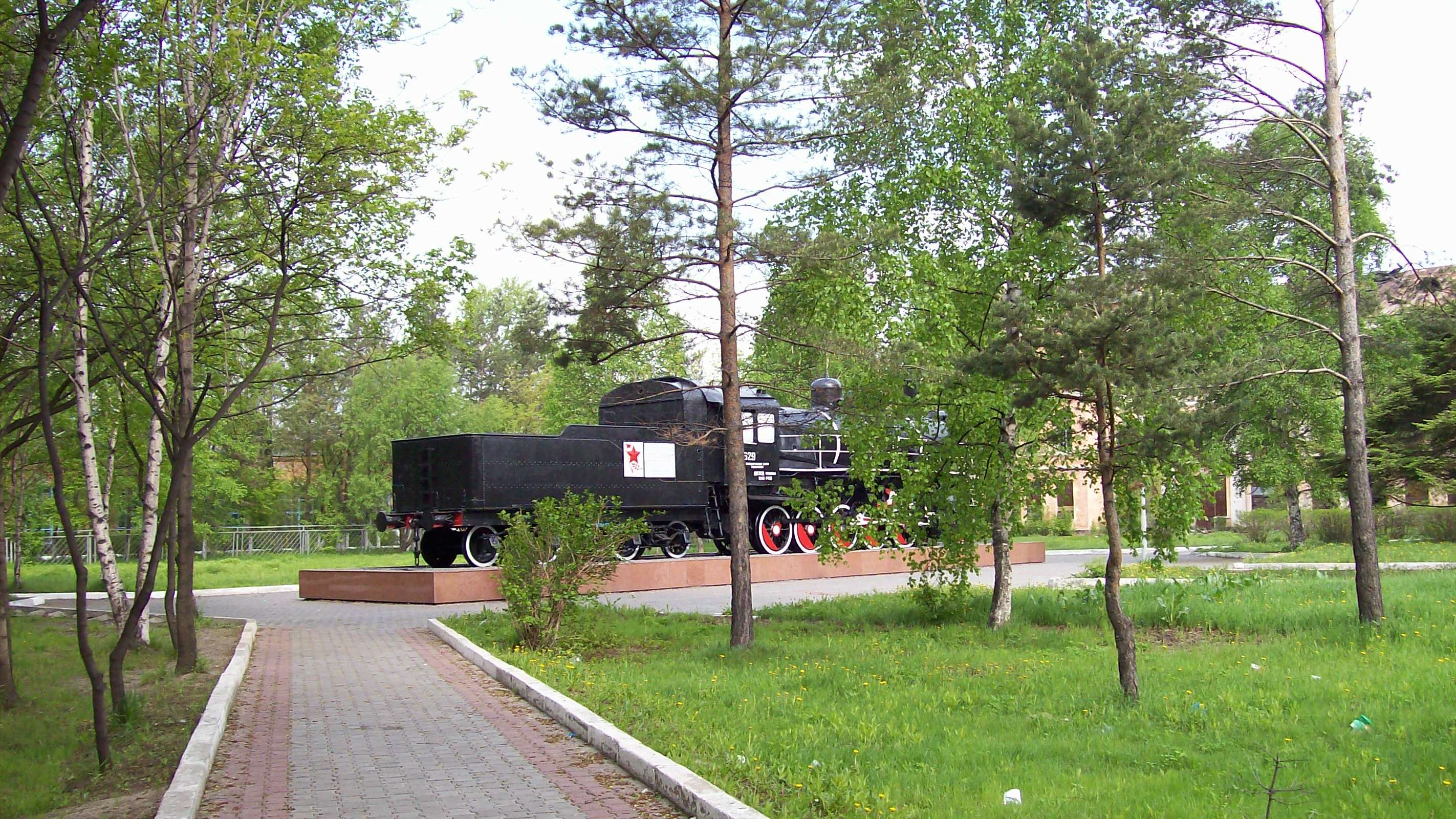
Паровоз-памятник Е^{л}629 в сквере у дома культуры им. Чумака, просп. Блюхера, г. Уссурийск.

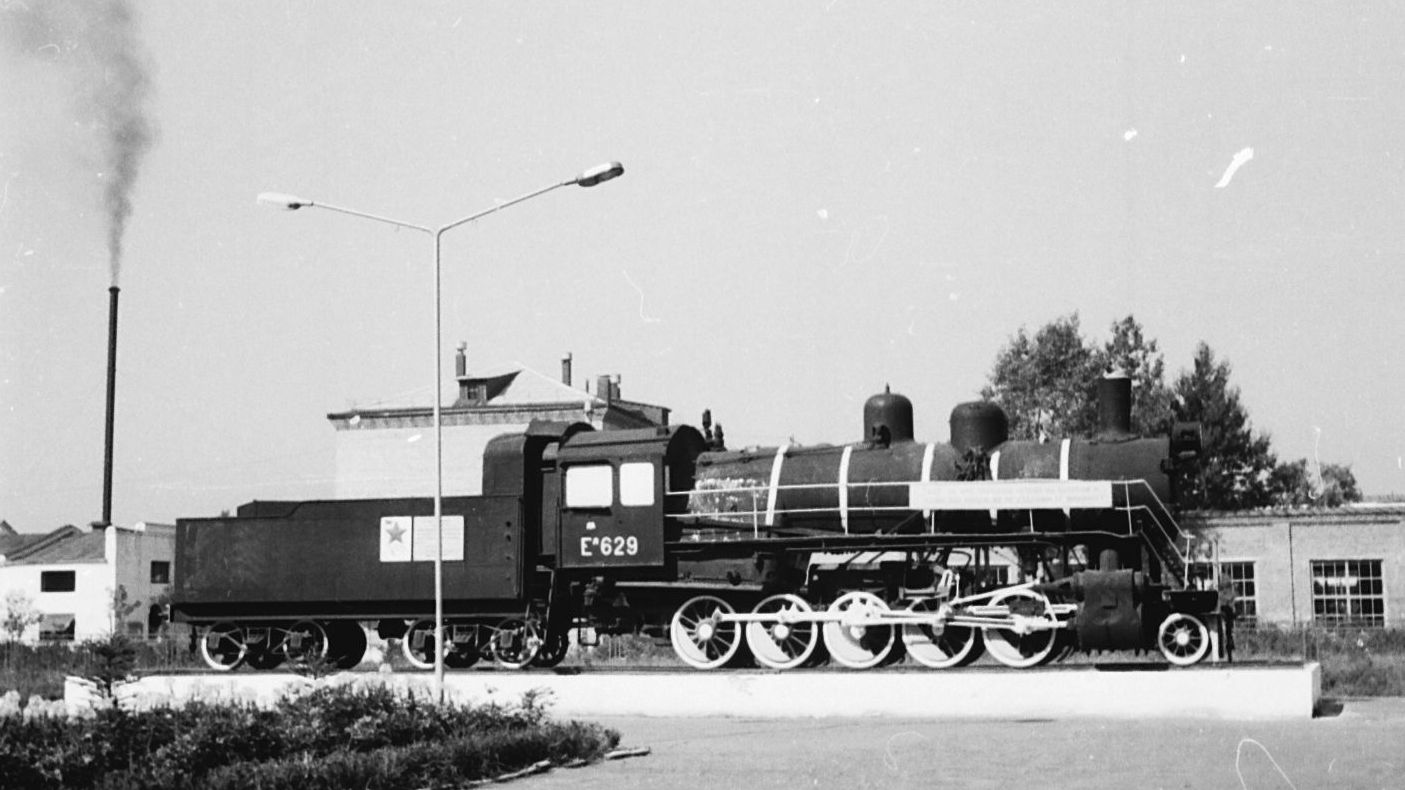
Паровоз в 1977 году, на будке надпись Е^{л}629.

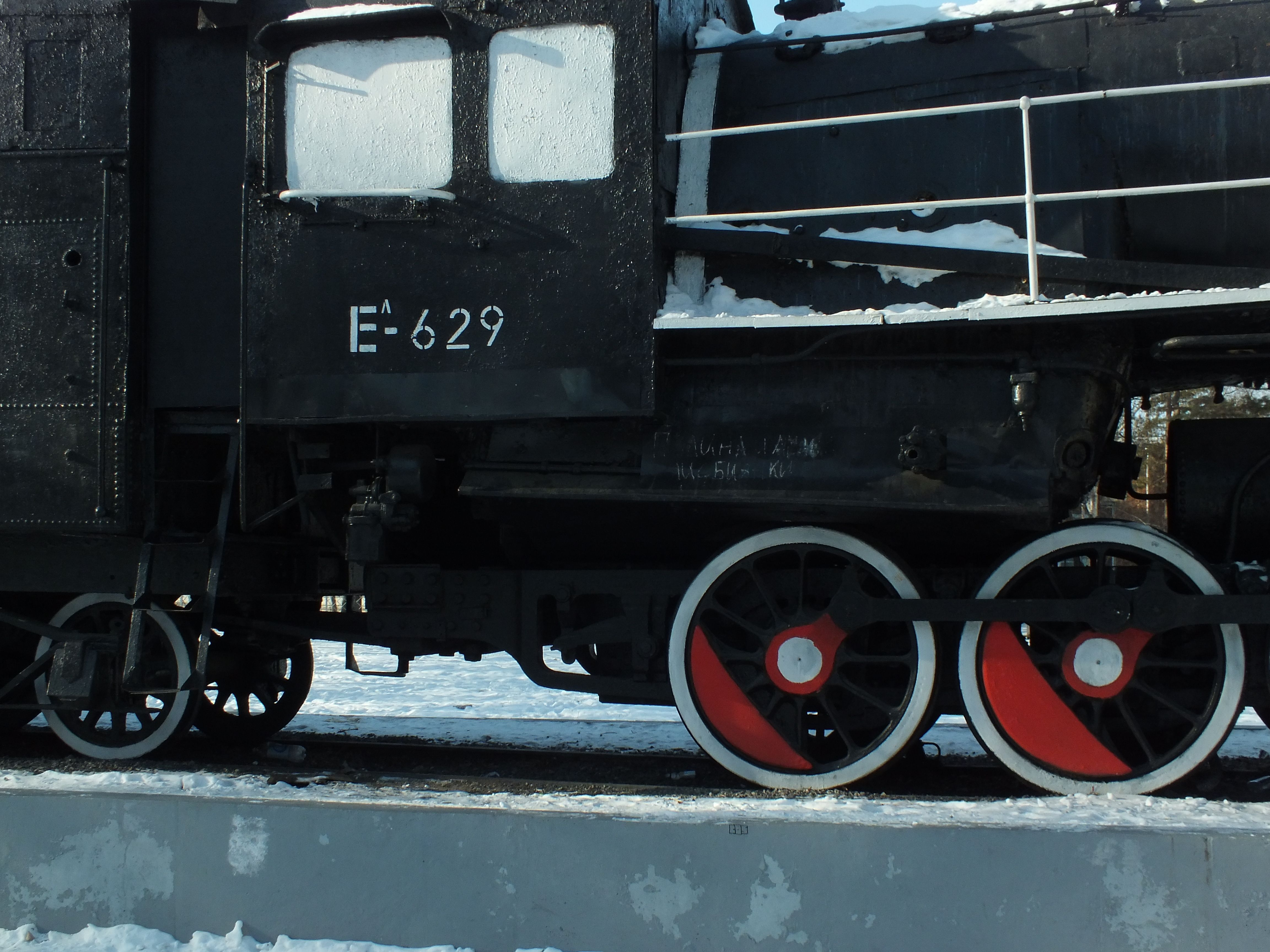
Топка паровоза Е^{л}629.

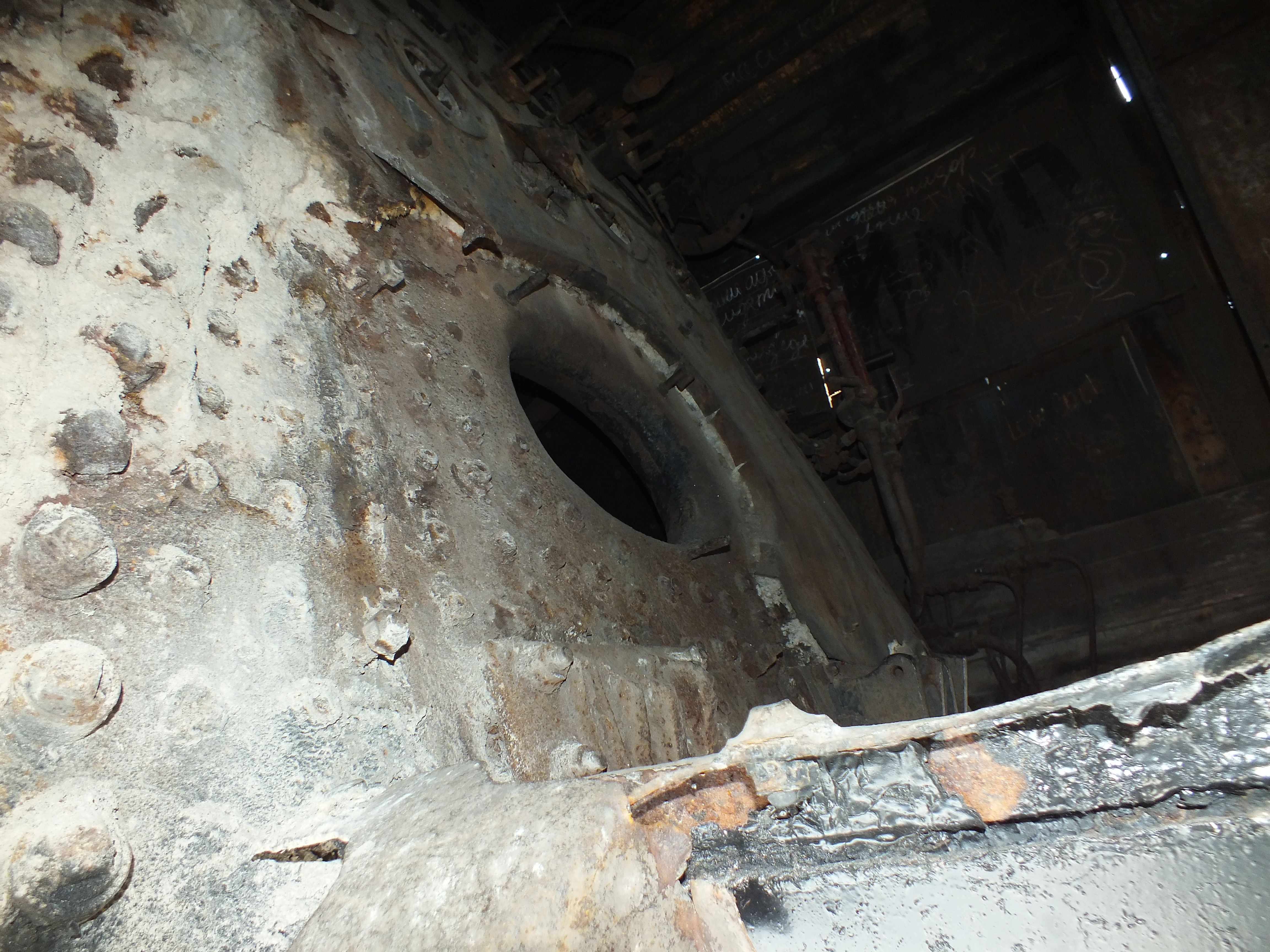
То самое шуровочное отверстие. Вид через дыру, проделанную вандалами.

В 1972 году к 50-летней годовщине окончания Гражданской войны на Дальнем Востоке партийное и советское руководство Приморского края приняло решение установить памятник, посвящённый этому событию. Руководство Дальневосточной железной дороги по архивным материалам установило, что паровозом, в топке которого были сожжены революционеры, был Ел629. Локомотив был доставлен с базы запаса и после косметического ремонта (заварены все окна и двери) установлен на постамент в микрорайоне станции Уссурийск, в сквере рядом с домом культуры им. Чумака.
Открытие памятника состоялось 25 октября 1972 года (дата вступления Народно-революционной армии Дальневосточной Республики во Владивосток в 1922 году). На тендере паровоза укреплена мемориальная доска.
В советское время в этот день в населённых пунктах Приморского края проводились митинги, к памятникам возлагались цветы. Возле паровоза-памятника школьников принимали в пионеры, солдаты принимали военную присягу.
В 1990-е годы в интернете и некоторых печатных изданиях появились рассуждения о том, что якобы в Уссурийске установлен не настоящий паровоз дореволюционного выпуска, а ЕА, поставлявшийся в СССР по ленд-лизу в годы Великой Отечественной войны, а также что «шуровочное отверстие топки слишком мало и человек туда не пролезет», «топка слишком мала для трёх тел».

Впоследствии возник ещё один исторический казус: в 1970-е в Уссурийске установили паровоз, в топке которого якобы сожгли Лазо. Делали это в такой спешке, что на постаменте оказался… американский локомотив 1930-х годов выпуска.
Причиной подобных заявлений могло быть то, что однажды при очередной косметической покраске маляр сделал ошибку и вместо буквы Л написал букву А, а также незнание технологии ремонта паровозных топок.
Не следует забывать, что в 1972 году в Уссурийске, крупном железнодорожном узле, проживало много машинистов, прекрасно разбиравшихся в паровозах, работавших на них, в том числе и на паровозах дореволюционной постройки.
В постсоветское время уссурийский паровоз-памятник — популярное место свадебных прогулок с традицией разбивать бутылки из-под шампанского о колёсную па́ру.
К сожалению, за паровозом-памятником нет должного ухода, металл корродирует. Деструктивный вклад вносят малолетние вандалы, отрывая проржавевшие листы и забираясь в паровозную будку.

## В компьютерных играх

Е^{л}629 в игре Transport Fever 2

Ел629 представлен по умолчанию в списке подвижного состава в игре Transport Fever 2 (появляется при игре на карте Азии в 1915 году).